# Kabinett Adenauer IV/V
Das Kabinett Adenauer IV war die vom 14. November 1961 bis zum 15. Oktober 1963 amtierende deutsche Bundesregierung in der vierten Legislaturperiode. Da es im Herbst 1962 im Zuge des zeitweiligen Austritts der FDP aus der Bundesregierung aufgrund der Spiegel-Affäre zu einer umfassenden Kabinettsumbildung kam, wird das Kabinett für die Zeit danach bisweilen auch als Kabinett Adenauer V bezeichnet.

## Probleme bei der Koalitionsbildung
Bei der Bundestagswahl am 17. September 1961 erhielt die CDU/CSU 251 Mandate, die SPD 203 und die FDP 67. Eine sozial-liberale und eine große Koalition waren möglich und wurden auch diskutiert. Die FDP (sie hatte schon im Kabinett Adenauer II mitregiert) entschied sich für Koalitionsverhandlungen mit der CDU/CSU. Dabei gab es Auseinandersetzungen um die Nachfolge Adenauers. Adenauer, damals 85 Jahre alt, galt als „Kanzler auf Abruf“, konnte sich aber erneut durchsetzen, unter anderem auch, da keine etablierte Nachfolgeregelung vorhanden war.
Ein Jahr nach der schwerfälligen Regierungsbildung wurden fünf Minister der FDP und weitere der Union auf eigenen Wunsch entlassen, da Adenauer sich weigerte, die beiden Staatssekretäre Volkmar Hopf (CSU, Verteidigungsministerium) und Walter Strauß (CDU, Justizministerium) zu entlassen. Diese wurden von der FDP beschuldigt, eine polizeiliche Aktion gegen die Redaktion des Nachrichtenmagazins Der Spiegel eingefädelt zu haben, die sich später zur sogenannten Spiegel-Affäre entwickeln sollte. Am Ende entließ Adenauer die Staatssekretäre Hopf und Strauß, um weitere Rücktritte und eine Ausweitung der Affäre zu verhindern. Seine Position verstärkte sich ein letztes Mal in den eigenen Reihen; er hatte genügend Rückhalt, um Ende 1962 sein fünftes Kabinett aufzustellen. Voraussetzung hierfür war jedoch unter anderem, dass der Drahtzieher der Affäre, Franz Josef Strauß (CSU), als  Verteidigungsminister zurücktrat.

## Abstimmung im Bundestag
| Wahlgang                                                      | Kandidat        | Kandidat              | Stimmen    | Stimmenzahl | Anteil | Koalitionspartei(en) | Koalitionspartei(en) | Koalitionspartei(en) | Koalitionspartei(en) |
| ------------------------------------------------------------- | --------------- | --------------------- | ---------- | ----------- | ------ | -------------------- | -------------------- | -------------------- | -------------------- |
| 1. Wahlgang                                                   |                 | Konrad Adenauer (CDU) | Ja-Stimmen | 258         | 51,7 % |                      |                      |                      | CDU/CSU, FDP         |
| 1. Wahlgang                                                   | Nein-Stimmen    | Konrad Adenauer (CDU) | 206        | 41,3 %      |        |                      |                      |                      | CDU/CSU, FDP         |
| 1. Wahlgang                                                   | Enthaltungen    | Konrad Adenauer (CDU) | 26         | 5,2 %       |        |                      |                      |                      | CDU/CSU, FDP         |
| 1. Wahlgang                                                   | Ungültig        | Konrad Adenauer (CDU) | 0          | 0 %         |        |                      |                      |                      | CDU/CSU, FDP         |
| 1. Wahlgang                                                   | nicht abgegeben | Konrad Adenauer (CDU) | 9          | 1,8 %       |        |                      |                      |                      | CDU/CSU, FDP         |
| Damit wurde Konrad Adenauer wieder zum Bundeskanzler gewählt. |                 |                       |            |             |        |                      |                      |                      |                      |

## Kabinett vor der Regierungsumbildung im Dezember 1962
| Amt oder Ressort                               | Bild | Name | Partei | Partei    |
| ---------------------------------------------- | ---- | --- | ------ | --------- |
| Bundeskanzler                                  |      | Konrad Adenauer (1876–1967)                                                                                       |        | CDU       |
| Stellvertreter des Bundeskanzlers Wirtschaft   |      | Ludwig Erhard (1897–1977)                                                                                         |        | parteilos |
| Auswärtiges                                    |      | Gerhard Schröder (1910–1989)                                                                                      |        | CDU       |
| Inneres                                        |      | Hermann Höcherl (1912–1989)                                                                                       |        | CSU       |
| Justiz                                         |      | Wolfgang Stammberger (1920–1982) bis 19. November 1962                                                            |        | FDP       |
| Finanzen                                       |      | Heinz Starke (1911–2001) bis 19. November 1962                                                                    | FDP    |           |
| Ernährung, Landwirtschaft und Forsten          |      | Werner Schwarz (1900–1982)                                                                                        |        | CDU       |
| Arbeit und Sozialordnung                       |      | Theodor Blank (1905–1972)                                                                                         | CDU    |           |
| Verteidigung                                   |      | Franz Josef Strauß (1915–1988) bis 30. November 1962, danach bis 11. Dezember 1962 mit der Wahrnehmung beauftragt |        | CSU       |
| Verkehr                                        |      | Hans-Christoph Seebohm (1903–1967)                                                                                |        | CDU       |
| Post- und Fernmeldewesen                       |      | Richard Stücklen (1916–2002)                                                                                      |        | CSU       |
| Wohnungswesen, Städtebau und Raumordnung       |      | Paul Lücke (1914–1976)                                                                                            |        | CDU       |
| Vertriebene, Flüchtlinge und Kriegsgeschädigte |      | Wolfgang Mischnick (1921–2002) bis 19. November 1962                                                              |        | FDP       |
| Gesamtdeutsche Fragen                          |      | Ernst Lemmer (1898–1970)                                                                                          |        | CDU       |
| Angelegenheiten des Bundesrates und der Länder |      | Hans-Joachim von Merkatz (1905–1982)                                                                              | CDU    |           |
| Atomkernenergie                                |      | Siegfried Balke (1902–1984)                                                                                       |        | CSU       |
| Familien- und Jugendfragen                     |      | Franz-Josef Wuermeling (1900–1986)                                                                                |        | CDU       |
| Schatz                                         |      | Hans Lenz (1907–1968) bis 19. November 1962                                                                       |        | FDP       |
| Wirtschaftliche Zusammenarbeit                 |      | Walter Scheel (1919–2016) bis 19. November 1962                                                                   | FDP    |           |
| Gesundheitswesen                               |      | Elisabeth Schwarzhaupt (1901–1986)                                                                                |        | CDU       |
| Besondere Aufgaben                             |      | Heinrich Krone (1895–1989)                                                                                        | CDU    |           |

## Kabinett nach der Regierungsumbildung im Dezember 1962 (Kabinett Adenauer V)
| Amt oder Ressort                               | Bild | Name                                                                                           | Partei | Partei    |
| ---------------------------------------------- | ---- | ---------------------------------------------------------------------------------------------- | ------ | --------- |
| Bundeskanzler                                  |      | Konrad Adenauer (1876–1967)                                                                    |        | CDU       |
| Stellvertreter des Bundeskanzlers Wirtschaft   |      | Ludwig Erhard (1897–1977)                                                                      |        | parteilos |
| Auswärtiges                                    |      | Gerhard Schröder (1910–1989)                                                                   |        | CDU       |
| Inneres                                        |      | Hermann Höcherl (1912–1989)                                                                    |        | CSU       |
| Justiz                                         |      | Ewald Bucher (1914–1991)                                                                       |        | FDP       |
| Finanzen                                       |      | Rolf Dahlgrün (1908–1969)                                                                      | FDP    |           |
| Ernährung, Landwirtschaft und Forsten          |      | Werner Schwarz (1900–1982)                                                                     |        | CDU       |
| Arbeit und Sozialordnung                       |      | Theodor Blank (1905–1972)                                                                      | CDU    |           |
| Verteidigung                                   |      | Franz Josef Strauß (1915–1988) Mit der Wahrnehmung der Geschäfte beauftragt bis 9. Januar 1963 |        | CSU       |
| Verteidigung                                   |      | Kai-Uwe von Hassel (1913–1997)                                                                 |        | CDU       |
| Verkehr                                        |      | Hans-Christoph Seebohm (1903–1967)                                                             | CDU    |           |
| Post- und Fernmeldewesen                       |      | Richard Stücklen (1916–2002)                                                                   |        | CSU       |
| Wohnungswesen, Städtebau und Raumordnung       |      | Paul Lücke (1914–1976)                                                                         |        | CDU       |
| Vertriebene, Flüchtlinge und Kriegsgeschädigte |      | Wolfgang Mischnick (1921–2002)                                                                 |        | FDP       |
| Gesamtdeutsche Fragen                          |      | Rainer Barzel (1924–2006)                                                                      |        | CDU       |
| Angelegenheiten des Bundesrates und der Länder |      | Alois Niederalt (1911–2004)                                                                    |        | CSU       |
| Familien- und Jugendfragen                     |      | Bruno Heck (1917–1989)                                                                         |        | CDU       |
| Wissenschaftliche Forschung                    |      | Hans Lenz (1907–1968)                                                                          |        | FDP       |
| Schatz                                         |      | Werner Dollinger (1918–2008)                                                                   |        | CSU       |
| Wirtschaftliche Zusammenarbeit                 |      | Walter Scheel (1919–2016)                                                                      |        | FDP       |
| Gesundheitswesen                               |      | Elisabeth Schwarzhaupt (1901–1986)                                                             |        | CDU       |
| Besondere Aufgaben                             |      | Heinrich Krone (1895–1989)                                                                     | CDU    |           |